# Sam Rayburn
Samuel Taliaferro "Sam" Rayburn (født 6. januar 1882 i Kingston, Tennessee, død 16. november 1961 i Bonham, Texas) var en amerikansk demokratisk politiker, medlem af Repræsentanternes Hus 1913-1961, heraf 17 år som speaker. Rayburn er den, der længst har besiddet speakerembedet.